# Helmold Wilhelm Wrangel
Helmold Wilhelm Wrangel (* 1599 in Finnland; † 25. August 1647 in der Nähe von Třebel) war ein Generalmajor. Manchmal wird er fälschlicherweise als Sohn des schwedischen Feldmarschalls Carl Gustav Wrangel bezeichnet, er war jedoch der Cousin von Hermann Wrangel.

## Biografie
Ende 1633 wurde Helmold Wrangel Oberstleutnant des Reiterregiments Delloney und Garnisonskommandant in Babenhausen (Schwaben). Nach der Schlacht bei Wittstock am 4. Oktober 1636 wurde er zum Obristen ernannt. 1644 nahm er an einer Seeschlacht während des Torstenssonkriegs zwischen Schweden und Dänemark teil. Ein Jahr später wurde Wrangel zum Generalmajor der Kavallerie befördert. Wrangel starb am 25. August 1647 an seinen Verletzungen, die er in der Schlacht bei Třebel gegen kaiserliche Truppen unter Johann von Werth erlitten hatte. Beigesetzt wurde er in der Grabkapelle der St. Marienkirche zu Wismar, wo er angeblich als „grauenhafte Mumie“ Besuchern gezeigt wurde. Sein Grabdenkmal zusammen mit seiner Ehefrau  findet sich im gotischen Kellergewölbe des Rathauses von Wismar.